# Coronel Cornejo
Coronel Cornejo är en ort i Argentina.   Den ligger i provinsen Salta, i den norra delen av landet, 1 400 km norr om huvudstaden Buenos Aires. Coronel Cornejo ligger 407 meter över havet och antalet invånare är 2 267.
Terrängen runt Coronel Cornejo är platt åt sydost, men åt nordväst är den kuperad. Närmaste större samhälle är General Enrique Mosconi, 15,5 km norr om Coronel Cornejo.
Trakten runt Coronel Cornejo består till största delen av jordbruksmark. Runt Coronel Cornejo är det glesbefolkat, med 10 invånare per kvadratkilometer.